# Sidney Crosby
Sidney Crosby (n. 7 august 1987, Cole Harbour⁠(d), Nova Scotia, Canada) este un jucător profesionist de hochei pe gheață care joacă în NHL din 2005. A debutat pentru Pittsburgh Penguins și a devenit ulterior căpitanul acestei echipe. Crosby a fost MVP și cel mai bun marcator al ligii în sezonul regulat din 2007 și 2014. În 2010 și 2017 a fost golgheterul National Hockey League, iar în 2016 și 2017 a fost MVP-ul playoff-ului.
El a câștigat Cupa Stanley (campionatul nord-american) cu Pittsburgh Penguins în 2009, 2016 și 2017. Crosby este unul dintre cei mai buni jucători de hochei din istorie. A primit premiul de cel mai bun sportiv canadian în 2007 și 2009 (Trofeul Lou Marsh). 

## Legături externe
Materiale media legate de Sidney Crosby la Wikimedia Commons
- en Sidney Crosby la Olympedia.org